# Diego Ribas da Cunha
Diego Ribas da Cunha (Ribeirão Preto, Brasil, 28 de febrer del 1985), conegut futbolísticament com a Diego, és un futbolista brasiler, internacional amb la selecció brasilera, que milita actualment al Flamengo.

## Biografia

### Inicis en el Santos i salt a Europa
Nascut a Ribeirão Preto, São Paulo, va començar a jugar en el Santos FC a l'edat de 12 anys. Diego es va formar en la pedrera del Santos, i va debutar amb el primer equip als 16 anys en el campionat de Rio-São Paulo el 2002, proclamant-se aquest mateix any campions de la lliga brasilera. Diego va ser convocat per a formar part de la seva selecció durant la Copa Amèrica 2004, i va ser fonamental en la victòria de Brasil en marcar en la tanda de penals en la final contra Argentina.
En el 2003 va estar a punt de fitxar pel Tottenham Hotspur FC però el contracte es va anul·lar en l'últim moment perquè el president del Santos FC va rebutjar vendre'l.
El juliol del 2004, fou transferit al club portuguès FC Porto. Diego mai va trobar una posició estable en l'equip mentre va ser tècnic el neerlandès Co Adriaanse. Per això, Diego no va ser convocat per a formar part de la selecció brasilera per a la Copa del Món de Futbol 2006.

### Werder Bremen

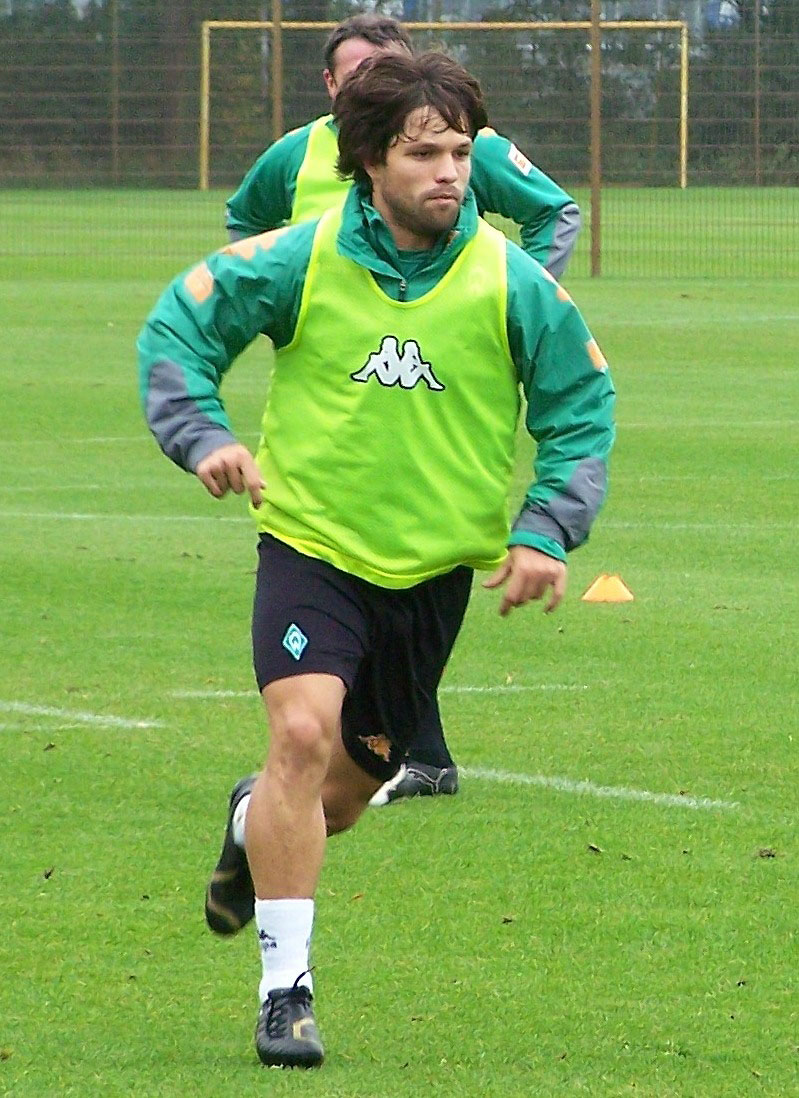
Diego durant un entrenament amb el Werder Bremen el 2006.

Al maig del 2006, Diego deixa Portugal i fitxa pel club alemany Werder Bremen, amb el qual té contracte fins al 2011. Diego es va fer amb un lloc en l'equip titular convertint-se en una de les estrelles de la plantilla.
A causa del seu gran rendiment en el Werder Bremen en la Bundesliga durant la temporada 2006/2007, ha tornat a la selecció brasilera que dirigeix el campió del món Dunga, proclamant-se campió de la Copa Amèrica disputada a Veneçuela en l'estiu de 2007.
Grans clubs europeus com el FC Barcelona i el Reial Madrid han mostrat interès a contractar-lo per a la temporada 2007/2008, però Klaus Allofs, manager general del Werder Bremen, va afirmar que no deixarien anar a Diego.
El 26 de maig de 2009 va signar per la Juventus FC per 24,5 milions d'euros.

### Juventus FC
El 26 de maig de 2009 va ser oficialitzat el seu fitxatge per la Juventus FC. El contracte el lliga a l'entitat torinesa durant cinc temporades, a canvi de 24,5 milions d'euros pagats a terminis més altres 2,5 milions en funció dels objectius aconseguits. El seu debut amb la Juventus es va produir el 28 de juliol de 2009 en un partit amistós davant el Seongnam Ilhwa Chunma de Corea del Sud que va finalitzar amb marcador de 3-0 a favor dels italians. També en aquest mateix partit, va marcar el seu primer gol.
El 12 de setembre de 2009, durant el partit disputat entre la Lazio i la Juventus a l'Estadi Olímpic de Roma per la tercera jornada de la Sèrie A, Diego va patir una lesió a la cuixa dreta que el va mantenir allunyat del terreny de joc durant quinze dies i es va perdre el primer partit de la fase de grups de la Lliga de Campions 2009-2010 davant el Girondins de Bordeus francès. Diego va retornar a la Sèrie A el 27 de setembre de 2009, en l'empat 1-1 davant el Bolonya FC, essent substituït en el minut 59 per Sebastian Giovinco. Tot i haver començat la temporada amb bon peu, la resta de la campanya va ser molt irregular, només va marcar 5 gols en 33 partits de la lliga, mentre que a la Copa d'Itàlia va marcar 2 gols en igual nombre de partits.

### VfL Wolfsburg
El 27 d'agost de 2010 va ser fitxat pel VfL Wolfsburg per 15 milions d'euros. En el seu debut amb aquest equip va marcar un gol, però van caure derrotats 3-4 davant el Mainz 05.

### Selecció brasilera
Ha jugat 25 partits amb la seva selecció i ha marcat 3 gols.

## Estadístiques
| Club                        | Temporada     | Campionat | Campionat | Copes nacionals * | Copes nacionals * | Copes internacionals ** | Copes internacionals ** | Total   | Total |
| Club                        | Temporada     | Partits   | Gols      | Partits           | Gols              | Partits                 | Gols                    | Partits | Gols  |
| --------------------------- | ------------- | --------- | --------- | ----------------- | ----------------- | ----------------------- | ----------------------- | ------- | ----- |
| Santos FC · Brasil          | 2002          | 22        | 8         | 0                 | 0                 | 0                       | 0                       | 22      | 8     |
| Santos FC · Brasil          | 2003          | 33        | 9         | 0                 | 0                 | 14                      | 4                       | 47      | 13    |
| Santos FC · Brasil          | 2004          | 8         | 4         | 0                 | 0                 | 9                       | 4                       | 17      | 8     |
| Santos FC · Brasil          | Total         | 63        | 21        | 0                 | 0                 | 23                      | 8                       | 86      | 29    |
| FC Oporto · Portugal        | 2004-05       | 30        | 3         | 0                 | 0                 | 6                       | 1                       | 36      | 4     |
| FC Oporto · Portugal        | 2005-06       | 19        | 1         | 0                 | 0                 | 4                       | 1                       | 23      | 2     |
| FC Oporto · Portugal        | Total         | 49        | 4         | 0                 | 0                 | 10                      | 2                       | 59      | 6     |
| Werder Bremen · Alemanya    | 2006-07       | 33        | 13        | 1                 | 0                 | 14                      | 2                       | 48      | 15    |
| Werder Bremen · Alemanya    | 2007-08       | 30        | 13        | 3                 | 1                 | 10                      | 4                       | 43      | 18    |
| Werder Bremen · Alemanya    | 2008-09       | 21        | 12        | 4                 | 2                 | 13                      | 7                       | 38      | 21    |
| Werder Bremen · Alemanya    | Total         | 84        | 38        | 8                 | 3                 | 37                      | 13                      | 129     | 54    |
| Juventus FC · Itàlia        | 2009-10       | 33        | 5         | 2                 | 2                 | 9                       | 0                       | 44      | 7     |
| Juventus FC · Itàlia        | 2010-11       | 0         | 0         | 0                 | 0                 | 3                       | 0                       | 3       | 0     |
| Juventus FC · Itàlia        | Total         | 33        | 5         | 2                 | 2                 | 12                      | 0                       | 47      | 7     |
| VfL Wolfsburg · Alemanya    | 2010-11       | 27        | 6         | 2                 | 0                 | 0                       | 0                       | 29      | 6     |
| VfL Wolfsburg · Alemanya    | Total         | 27        | 6         | 2                 | 0                 | 0                       | 0                       | 29      | 6     |
| Atlètic de Madrid · Espanya | 2011-12       | 0         | 0         | 0                 | 0                 | 0                       | 0                       | 0       | 0     |
| Atlètic de Madrid · Espanya | Total         | 0         | 0         | 0                 | 0                 | 0                       | 0                       | 0       | 0     |
| VfL Wolfsburg · Alemanya    | 2012-13       | 0         | 0         | 0                 | 0                 | 0                       | 0                       | 0       | 0     |
| VfL Wolfsburg · Alemanya    | Total         | 0         | 0         | 0                 | 0                 | 0                       | 0                       | 0       | 0     |
| Total carrera               | Total carrera | 256       | 74        | 12                | 5                 | 82                      | 23                      | 350     | 102   |

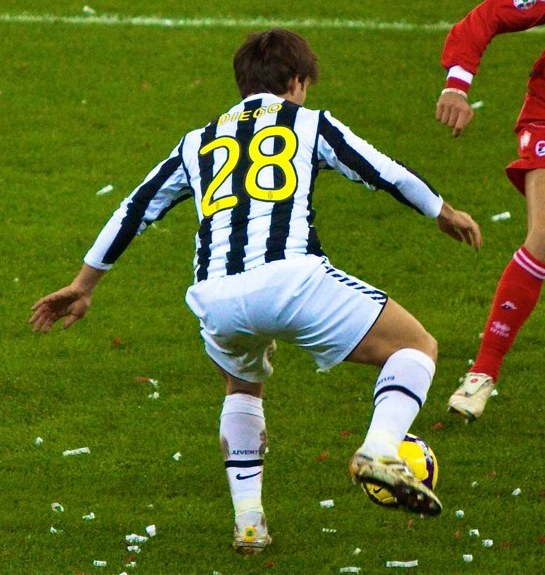
Diego durant un partit entre la Juventus i l'AS Bari.

- (*) Copa de futbol d'Alemanya, i Copa de la Lliga d'Alemanya.
- (**) Copa Libertadores, Copa de la UEFA, Lliga de Campions de la UEFA i Copa Intercontinental.